# Brody (Krásný Dvůr)
Brody (německy Pröllas) jsou vesnice, část obce Krásný Dvůr v okrese Louny v Ústeckém kraji. Nachází se asi dva kilometry západně od Krásného Dvora v katastrálním území Krásný Dvůr o výměře 25,21 km². Vesnicí protéká potok Leska.

## Historie
První písemná zmínka o vesnici pochází z roku 1405.
V polovině devatenáctého století v Brodech Černínové otevřeli hnědouhelný důl. Uhlí z něj využívali ve svém cukrovaru v Krásném Dvoře.

## Obyvatelstvo
Při sčítání lidu v roce 1921 zde žilo 363 obyvatel (z toho 176 mužů), z nichž bylo 78 Čechoslováků, 281 Němců, tři příslušníci jiné národnosti a jeden cizinec. Kromě osmi členů církve československé a dvou židů se hlásili k římskokatolické církvi. Podle sčítání lidu z roku 1930 měla vesnice 280 obyvatel: 91 Čechoslováků, 187 Němců a dva cizince. Většina byla římskými katolíky, ale jedenáct jich patřilo k evangelickým církvím a šest lidí se nehlásilo k žádnému vyznání.
|                                                                           | 1869 | 1880 | 1890 | 1900 | 1910 | 1921 | 1930 | 1950 | 1961 | 1970 | 1980 | 1991 | 2001 | 2011 | 2021 |
| ------------------------------------------------------------------------- | ---- | ---- | ---- | ---- | ---- | ---- | ---- | ---- | ---- | ---- | ---- | ---- | ---- | ---- | ---- |
| Obyvatelé                                                                 | 327  | 388  | 350  | 302  | 337  | 363  | 280  | 220  | 210  | 175  | 152  | 116  | 82   | 78   | 59   |
| Domy                                                                      | 37   | 40   | 43   | 49   | 58   | 59   | 60   | 62   | —    | 48   | 40   | 49   | 52   | 52   | 51   |
| Počet domů z roku 1961 je zahrnut v celkovém počtu domů obce Krásný Dvůr. |      |      |      |      |      |      |      |      |      |      |      |      |      |      |      |

## Obecní správa
Při sčítání lidu v letech 1850–1959 Brody byly samostatnou obcí v okrese Podbořany. Od roku 1960 jsou částí obce Krásný Dvůr v okrese Louny.

## Pamětihodnosti
- Sloup se sochou svaté Barbory
- Na severním okraji vesnice stojí barokní brodecký zámek ze druhé poloviny 17. století s mlýnem.